# Kouperov Peak
Der Kouperov Peak ist ein 890 m hoher Berg im westantarktischen Marie-Byrd-Land. Er ragt am südlichen Ende der Demas Range auf.
Der United States Geological Survey kartierte ihn anhand eigener Vermessungen und mittels Luftaufnahmen der United States Navy aus den Jahren von 1959 bis 1965. Das Advisory Committee on Antarctic Names benannte ihn 1966 nach dem sowjetischen Ionosphärenphysiker Leonid Kuperow, der als Austauschwissenschaftler im Jahr 1961 auf der US-amerikanischen Byrd-Station tätig war.